# Omari Spellman
Omari Spellman, né le 21 juillet 1997 à Cleveland aux États-Unis, est un joueur de basket-ball américain naturalisé libanais évoluant au poste d'ailier fort voire de pivot.

## Biographie

### Carrière universitaire
Entre 2017 et 2018, il joue pour les Wildcats de Villanova à l'Université Villanova.

### Carrière professionnelle

#### Hawks d'Atlanta (2018-2019)
Le 21 juin 2018, il est sélectionné à la 30e position de la draft 2018 de la NBA par les Hawks d'Atlanta.
Entre le 30 décembre 2018 et le 6 janvier 2019, il est envoyé chez les BayHawks d'Érié en G-League. En 3 matches, il a des moyennes de 16,3 points, 12,3 rebonds et 3,7 passes décisives en 32,7 minutes par match.

#### Warriors de Golden State (2019-2020)
Le 8 juillet 2019, il prend la direction des Warriors de Golden State en échange de Damian Jones et un second tour de draft.

#### Timberwolves du Minnesota (fév. 2020-nov. 2020)
Le 6 février 2020, il est transféré aux Timberwolves du Minnesota, avec Jacob Evans et D'Angelo Russell, contre Andrew Wiggins, un premier tour de draft 2021 et un second tour de draft 2021.
Le 11 février 2020, il est envoyé chez les Wolves de l'Iowa en G-League.

#### Knicks de New York
Omar Spellman est transféré en novembre 2020 chez les Knicks de New York avec Jacob Evans en échange d'Ed Davis. Le 8 janvier 2021, il est coupé, sans avoir joué le moindre match.

## Statistiques

### Universitaires
| Saison    | Équipe    | Matchs | Titul. | Min./m | % Tir | % 3pts | % LF | Rbds/m. | Pass/m. | Int/m. | Ctr/m. | Pts/m. |
| --------- | --------- | ------ | ------ | ------ | ----- | ------ | ---- | ------- | ------- | ------ | ------ | ------ |
| 2016-2017 | Villanova | 1      | 0      | 0,0    | 0,0   | 0,0    | 0,0  | 0,00    | 0,00    | 0,00   | 0,00   | 0,00   |
| 2017-2018 | Villanova | 40     | 39     | 28,1   | 47,6  | 43,3   | 70,0 | 8,03    | 0,75    | 0,65   | 1,48   | 10,85  |
| Total     |           | 40     | 39     | 28,1   | 47,6  | 43,3   | 70,0 | 8,03    | 0,75    | 0,65   | 1,48   | 10,85  |

### Professionnelles

#### Saison régulière
| Saison    | Équipe       | Matchs | Titul. | Min./m | % Tir | % 3pts | % LF | Rbds/m. | Pass/m. | Int/m. | Ctr/m. | Pts/m. |
| --------- | ------------ | ------ | ------ | ------ | ----- | ------ | ---- | ------- | ------- | ------ | ------ | ------ |
| 2018–2019 | Atlanta      | 46     | 11     | 17,5   | 40,2  | 34,4   | 71,1 | 4,22    | 1,02    | 0,57   | 0,54   | 5,91   |
| 2019–2020 | Golden State | 49     | 3      | 18,1   | 43,1  | 39,1   | 79,3 | 4,47    | 0,96    | 0,67   | 0,49   | 7,55   |
| Total     |              | 95     | 14     | 17,8   | 41,7  | 36,6   | 76,6 | 4,35    | 0,99    | 0,62   | 0,52   | 6,76   |

Dernière modification le 13 mars 2020

#### Playoffs NBA
Omari Spellman n'a jamais participé aux playoffs NBA.

## Records personnels sur une rencontre NBA
Les records personnels d'Omari Spellman, officiellement recensés par la NBA sont les suivants :
| Type de statistique        | Saison régulière | Saison régulière          | Saison régulière |
| Type de statistique        | Record           | Adversaire                | Date             |
| -------------------------- | ---------------- | ------------------------- | ---------------- |
| Points                     | 23               | Pistons de Détroit        | 4 janvier 2020   |
| Paniers marqués            | 8                | Pistons de Détroit        | 4 janvier 2020   |
| Paniers tentés             | 15               | @ Nuggets de Denver       | 15 novembre 2018 |
| Paniers à 3 points réussis | 4                | 6 fois                    | 6 fois           |
| Paniers à 3 points tentés  | 8                | @ Clippers de Los Angeles | 10 janvier 2020  |
| Lancers francs réussis     | 6                | Jazz de l'Utah            | 22 janvier 2020  |
| Lancers francs tentés      | 6                | 4 fois                    | 4 fois           |
| Rebonds offensifs          | 7                | Celtics de Boston         | 15 novembre 2019 |
| Rebonds défensifs          | 7                | 5 fois                    | 5 fois           |
| Rebonds totaux             | 11               | Bulls de Chicago          | 27 novembre 2019 |
| Passes décisives           | 4                | 2 fois                    | 2 fois           |
| Interceptions              | 4                | 2 fois                    | 2 fois           |
| Contres                    | 4                | Bucks de Milwaukee        | 13 janvier 2019  |
| Balles perdues             | 3                | 4 fois                    | 4 fois           |
| Minutes jouées             | 30               | @ Wizards de Washington   | 4 février 2019   |

- Double-double : 5
- Triple-double : 0

Dernière mise à jour : 15 septembre 2020